# Петрович, Джуро (генерал)
Джуро Петрович (1849, Негуши — 16 июля 1929) — черногорский военный деятель, дивизияр (дивизионный генерал).

## Биография
Во время черногорско-турецкой войны 1876—1878 командовал батальоном и бригадой.
В 1903—1906 годах начальник области в Никшиче.
Во время Балканской войны 1912—1913 — командир Мешовской бригады.
В начале Первой мировой войны 30 августа 1914 года возглавил Герцеговинский отряд (около 10 тысяч человек) — 3-я Никшичская и 4-я Колашинская дивизии. С отрядом оборонял линию Хум — границу Буковины. 15 сентября — 25 октября 1914 года нанес поражение крупным силам австро-венгерской армии (47-я дивизия и 14-я бригада) и отбросил их к границе.